# Rezerwat przyrody Opalonki
Rezerwat przyrody „Opalonki” – stepowy rezerwat przyrody położony w południowej Polsce na Wyżynie Miechowskiej. Administracyjnie leży w obrębie miejscowości Klonów, w gminie Racławice, w powiecie miechowskim (województwo małopolskie). Znajduje się na gruntach Skarbu Państwa w zarządzie Nadleśnictwa Miechów (leśnictwo Klonów).
Rezerwat został utworzony na podstawie Zarządzenia Ministra Leśnictwa z dnia 19 lutego 1955 roku. Zajmuje powierzchnię 2,42 ha (akt powołujący podawał 2,23 ha).
Rezerwat jest położony na południowym stoku wzgórza zbudowanego ze skał górnokredowych, pociętego drobnymi parowami. Jest to rezerwat o charakterze stepowym. Na niewielkiej powierzchni występuje bogactwo roślinności kserotermicznej. Obejmuje fragment enklawy leśnej, sąsiadującej z gruntami rolnymi, gdzie występują rzadkie i chronione krzewy i rośliny zielne. Występuje tu zespół omanu wąskolistnego, ciepłolubnych zarośli Peucedano cervariae – Coryletum oraz lasu klonowo-lipowego.
Rezerwat leży w obrębie Obszaru Chronionego Krajobrazu Wyżyny Miechowskiej. W niemal identycznych jak rezerwat granicach utworzono obszar siedliskowy sieci Natura 2000 „Opalonki” 	PLH120071 o powierzchni 2,40 ha.